# Pentatló (pel·lícula)
Pentatló (títol original: Pentathlon) és una pel·lícula estatunidenca de Bruce Malmuth estrenada l'any 1994. Ha estat doblada al català.

## Argument
Des de jove, Eric Brogar, un alemany de l'est, és entrenat per Mueller per esdevenir un campió de pentatló. El 1988, participa en els jocs olímpics a Seul on assoleix la medalla d'or. Aprofita llavors l'ocasió per escapolir-se als costat de l'equip americà amb la finalitat de passar a l'oest.
Alguns anys més tard, Eric ha deixat l'esport i treballa en un fast-food als Estats Units. Però la seva vida canvia quan Mueller el troba.

## Repartiment
- Dolph Lundgren: Eric Brogar
- David Soul: Mueller
- Renascuda Coleman: Julia
- Roger E. Mosley: Creese
- Evan James: Offerman
- David Drummond: Hundt
- Daniel Riordan: Rhinehardt
- Philip Bruns: Vic